# Järva begravningsplats
Järva begravningsplats är en större begravningsplats på Järvafältet i Stockholms stad inom Järva stadsdelsområde i närheten av Granholmstoppen i stadsdelen Akalla norr om stadsdelarna Tensta och Hjulsta. Begravningsplatsen som invigdes i oktober 2024 är utformad som små öar där varje ö utgör ett eget gravkvarter. Inom begravningsplatsens område finns även en spegeldamm samt en ceremonibyggnad med plats för upp mot 100 personer båda konstruerade och uppförda i samband med begravningsplatsens tillblivelse. Begravningsplatsen vänder sig enligt Stockholm stad till alla, oavsett tro eller livsåskådning. För att få sin sista vila i en av begravningsplatsens kistgravar krävs att den avlidne vid sin död var folkbokförd inom Stockholm stad. I övriga gravtyper tillåts vem som helst att begravas oavsett var i landet denne vid sin död var folkbokförd. Tanken med begravningsplatsen är att den ska komma att bli norra Stockholms motsvarighet till Skogskyrkogården.
Enligt Stockholms stad fanns inom begravningsplatsen, när den i oktober 2024 togs i bruk, följande typer av gravplatser:
- En minneslund placerad på höjden öster om ceremonibyggnaden vilket är en rofylld plats för eftertanke.

- Två askgravlundar. I askgravlunden vid pelarpoppelön kan gravsättning ske från maj 2025.

- Gravkvarter med urngravar vid våtmarken som ramas in med stenläggning. En grav har plats för nio urnor.

- Kistgravar där de flesta gravar har plats för två kistor medan några är en kista djup. Vissa av dessa gravkvarter har gravarna riktade mot Mecka.

Utöver ovan nämnda gravtyper är gravplatsen även utsmyckad med följande:
- Flera av gravkvarteren är inhägnade med trästaket vilket bildar små öar. Dessa kvarter kallas just därför för byggda öar. På grund av deras form är dessa gravar inte riktade mot Mecka.

- På alla gravkvarter finns det vid in- och utgångarna så kallade markörer i form av bågformade träbyggnader. Dessa finns till för att besökarna lättare ska kunna orientera sig samt se var respektive gravkvarters in- och utgång är placerad.

## Om begravningsplatsen
Begravningsplatsen uppförd mellan 2021-2024 på en del av Järvafältet vänder sig enligt Stockholm stad till alla, oavsett tro eller livsåskådning och är utformad efter det av Kristine Jensens Tegnestue och Poul Ingemanns till den av Stockholm stad utlysta internationella arkitekttävling om utformningen av en ny begravningsplats i Järva som ägde rum under 2009 inskickade och sedermera vinnande bidrag Öarna. 